# The Adventures of Batman
The Adventures of Batman är en animerad TV-serie som producerades av Lou Schiemers Filmation-studio. Den visade de tolv minuters långa Batman-segmenten från The Batman/Superman Hour.

## Avsnitt
Batmans hälft av The Batman/Superman Hour bestod av ett avsnitt som visades i två sex och en halv minuters segment och ett avsnitt i ett ensamstående sex och en halv minuters segment. 34 avsnitt producerades:
| Tvåsegmenterade avsnitt | Tvåsegmenterade avsnitt                   | Tvåsegmenterade avsnitt | Tvåsegmenterade avsnitt |
| Avsnitt                 | Titel                                     | Ursprungligen sänt      | Handling |
| ----------------------- | ----------------------------------------- | ----------------------- | --- |
| 01                      | My Crime Is Your Crime                    | 9/14/1968               | Batman och Robin hamnar i trubbel när de arresterar Jokern och Pingvinen för brott som de inte begått. Men Batman och Robin försöker bevisa det. |
| 02                      | The Cool, Cruel Mr. Freeze                | 9/21/1968               | Mr Freeze orsakar kaos i sitt mål att få en lösesumma på en miljard dollar från staden, och använder en fångad val till sin hjälp. |
| 03                      | How Many Herring in a Wheelbarrow?        | 9/28/1968               | Jokern gör räder mot teknikföretag för att bygga en kraftfull solspegel som han kan använda som ett laservapen. |
| 04                      | The Nine Lives of Batman                  | 10/5/1968               | Catwoman fångar Batman och exponerar honom för en radioaktiv gas som låter henne identifiera honom i hans hemliga identitet. |
| 05                      | Bubi, Bubi, Who's Got the Ruby?           | 10/12/1968              | Bruce Wayne fångas av Pingvinen i rånet av en värdefull rubin. Olyckligtvis för Pingvinen är Catwoman också ute efter rubinen. |
| 06                      | The Big Birthday Caper                    | 10/19/1968              | Gåtan och Pingvinen försöker exponera Batman genom att iscensätta en stor födelsedagsfest för både honom och miljonären Bruce Wayne. |
| 07                      | Partners in Peril                         | 10/26/1968              | En dödlig tävling hålls mellan Jokern, Pingvinen och Gåtan om vem som ska ta kontroll över Gotham Citys kriminella imperium. När Batman och Robin kommer underfund med detta blir skurkarna assisterade av Catwoman i en plan att ta över Gotham City. Med hjälp från Batgirl stoppar den dynamiska duon skurkarnas ondskefulla plan att ta över staden. |
| 08                      | Hizzoner the Joker                        | 11/2/1968               | Jokern ställer upp i valet om att bli Gothams borgmästare och lyckas vinna. |
| 09                      | The Crime Computer                        | 11/9/1968               | Pingvinen beslagtar en avancerad dator för att överlista Batman. |
| 10                      | A Game of Cat and Mouse                   | 11/16/1968              | Catwoman stjäl kronjuveler. Men Jokern ger sig inte utan strid. Han stjäl juvelerna åt sig själv, och Batman och Robin måste återta juvelerna från Catwoman och Jokern. |
| 11                      | Will the Real Robin Please Stand Up?      | 11/23/1968              | En ungdom som är slående lik Robin används av Catwoman. |
| 12                      | Simon the Pieman                          | 11/30/1968              | En prålig kriminell konditor med namnet Simon the Pieman och hans gäng stjäl värdesaker under täckmanteln av en karneval efter att ha gjort sig av med Jokern, Pingvinen, Gåtan, Catwoman och Mr Freeze. |
| 13                      | From Catwoman with Love                   | 12/7/1968               | Catwoman sänder Batman en katt under Alla hjärtans dag, en katt vars päls avger radiovågor. |
| 14                      | A Perfidious Pieman Is Simon              | 12/14/1968              | Simon the Pieman stjäl 4 miljoner turkiska mynt. |
| 15                      | The Fiendishly Frigid Fraud               | 12/21/1968              | Ett annorlunda bombardemang av meteorer bestående av ren is tillåter Mr Freeze att göra ett trick. |
| 16                      | The Jigsaw Jeopardy                       | 12/28/1968              | Gåtan planerar att spränga Gothams konstgalleri. |
| 17                      | It Takes Two to Make a Team               | 1/4/1969                | Jokern, Pingvinen och Gåtan är ute efter en karta som leder till en inkaskatt. De planerar att splittra den dynamiska duon genom att göra Robin avundsjuk på Batgirl. |
| Ensegmenterade avsnitt  |                                           |                         | |
| Avsnitt                 | Titel                                     | Ursprungligen sänt      | Handling |
| 18                      | A Bird Out of Hand                        | 9/14/1968               | Pingvinen reformerar sig oväntat. |
| 19                      | The Joke's on Robin                       | 9/21/1968               | Robin tycks förlora sina färdigheter efter att han räddat en man från att drunkna på grund av Jokern. |
| 20                      | In Again, Out Again Penguin               | 9/28/1968               | Pingvinen begår brott och lägger skulden på Batman, trots att han förmodas vara inspärrad. |
| 21                      | Long John Joker                           | 10/5/1968               | Jokern gör en film om pirater - en täckmantel för att hitta fraktningen av en länge glömd pansarbilsstöld. |
| 22                      | 1001 Faces of the Riddler                 | 10/12/1968              | Gåtan blir en mästare på förklädnader. |
| 23                      | Two Penguins Too Many                     | 10/19/1968              | Riktiga pingviner tenderar att hjälpa Pingvinen och Jokern. |
| 24                      | The Underworld Underground Caper          | 10/26/1968              | Gåtan och Catwoman använder en underjordisk borr för att begå rån. |
| 25                      | Freeze's Frozen Vikings                   | 11/2/1968               | Mr Freeze använder en vikingalegend för att begå rån. |
| 26                      | The Great Scarecrow Scare                 | 11/9/1968               | Fågelskrämman stjäl en målning och fångar Batgirl i sin plan att göra sig av med den dynamiska duon. |
| 27                      | Beware of Living Dolls                    | 11/16/1968              | Doll Man använder sina dockor till att dra igång en brottsvåg. |
| 28                      | He Who Swipes the Ice, Goes to the Cooler | 11/23/1968              | Mr Freezes diamantrån misslyckas. |
| 29                      | A Mad, Mad Tea Party                      | 11/30/1968              | Hattmakaren grundar ett Alice i Underlandet-baserat gäng i en plan att stjäla en ovärderlig antik tekanna för att använda den i sitt galna tekalas. |
| 30                      | Perilous Playthings                       | 12/7/1968               | Catwoman och hennes hejdukar saboterar produktionen av "Tom Thumb in Toyland" och använder leksaksbaserade planer för att besegra den dynamiska duon. |
| 31                      | Cool, Cruel Christmas Caper               | 12/14/1968              | Mr Freeze klär ut sig till jultomten. |
| 32                      | Enter the Judge                           | 12/21/1968              | En internationell brottsling som är inspärrad på fängelseön Satan Island rymmer, förklädd till domare, när hans benådning nekas. Nu sysselsätter han sig med att korrumpera brottmål och samlar ihop Cosgrove Gang och andra skurkar som sin jury i en plan att eliminera alla brottsbekämpare.                                                          |
| 33                      | Wrath of the Riddler                      | 12/28/1968              | Gåtan använder en byggarbetsplats som sitt gömställe. |
| 34                      | Opera Buffa                               | 1/4/1969                | Jokern fångar till synes Batman, med hemsöks av hans skenbara spöke när han försöker stjäla en värdefull tiara på en opera. |

## Röster
- Olan Soule - Batman/Bruce Wayne
- Casey Kasem - Robin/Dick Grayson, Kommissarie O'Hara, Borgmästaren, Div. biroller
- Jane Webb - Batgirl/Barbara Gordon, Catwoman
- Larry Storch - Jokern
- Ted Knight - Berättare, Polischef Gordon, Alfred Pennyworth, Pingvinen, Mr. Freeze, Gåtan, Fågelskrämman, Hattmakaren, Tweedledum och Tweedledee, Simon the Pieman, Dollman, Domaren

## Hemvideoutgivningar
Den 3 juni 2014 släpptes hela serien på DVD i region 1.